# 安川省

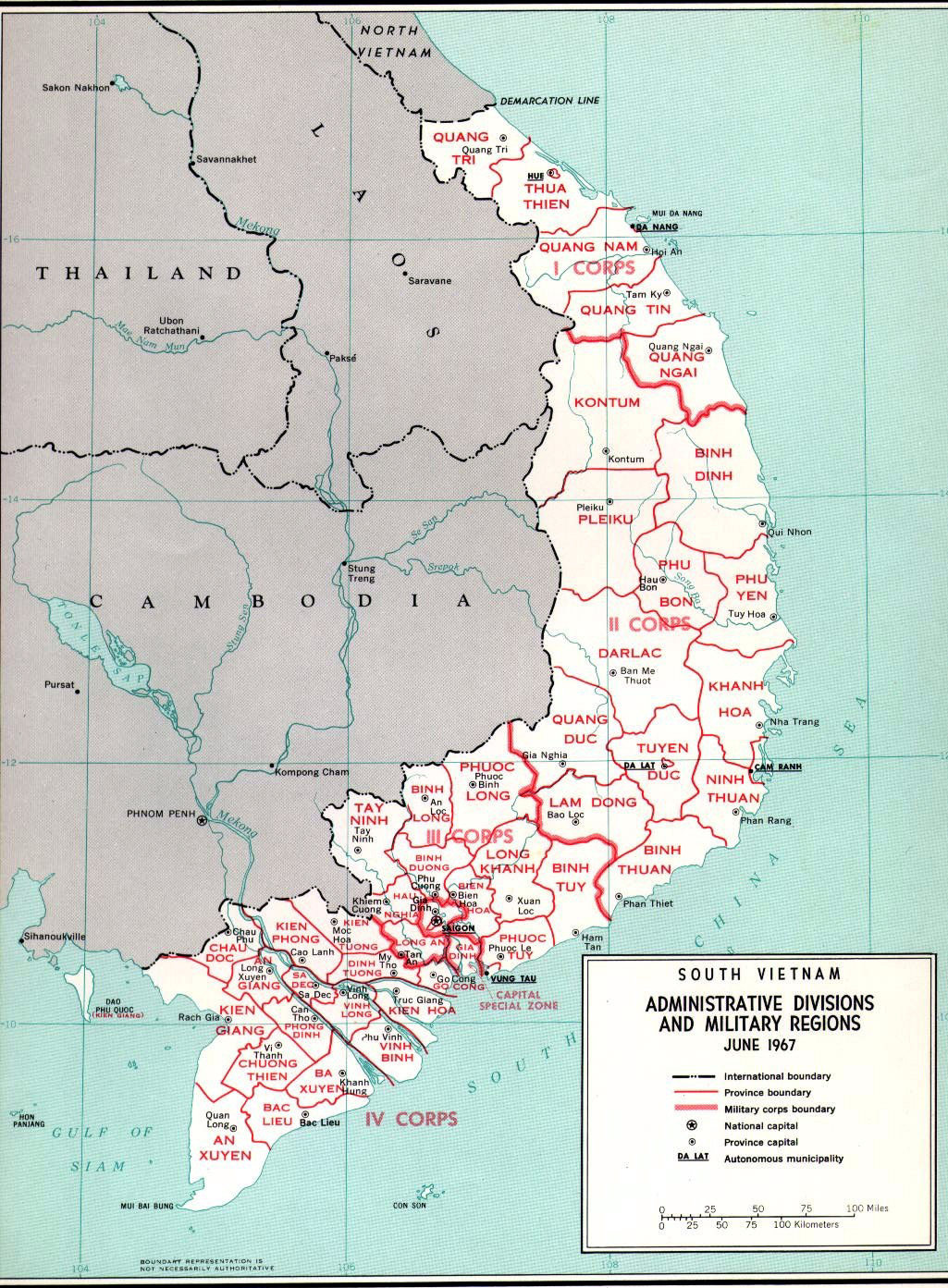
1967年的越南共和國行政區域界線圖。

安川省（越南语：／）是越南共和國的一個省份，位於湄公河三角洲。大致位置在今日金甌省一帶。
安川省於1956年10月22日設立，首府廣隆。1957年5月8日，安川省有6個郡、23個社。1976年併入薄寮省，成立明海省。

## 行政區劃
- 廣隆郡：4個社；郡莅：廣隆。
- 丐渃郡：6個社；郡莅：丐渃鎮。
- 登瑞郡：4個社；郡莅：新悅。
- 太平郡：4個社；郡莅：太平。
- 南根郡：2個社；郡莅：南根。
- 南根郡：2個社；郡莅：南根。
- 翁督河郡：3個社，郡莅：翁督河門。